# Sheldon Jaffery
Sheldon Jaffery (n. 22 aprilie 1934 – d. 10 iulie 2003) a fost un bibliograf american. Avocat de profesie, a fost un pasionat al revistei Weird Tales, al cărților publicate de Arkham House, al ficțiunilor pulp de groază weird menace și alte subiectelor conexe.
El a murit în 2003 de șoc septic contractat în timp ce era tratat de cancer pulmonar.

## Lucrări
- Double Trouble: A Bibliographic Chronicle of Ace Mystery Doubles, Starmont Popular Culture Series no. 11, Borgo Press, 1987. ISBN: 1-55742-118-8.
- Collector's Index to Weird Tales (cu Fred Cook). Bowling Green State University Popular Press, August 1985.  ISBN: 0-87972-284-3
- Future and Fantastic Worlds: Bibliography of DAW Books, Starmont Reference Guide, No. 4.  ISBN: 1-55742-003-3
- Horrors and Unpleasantries: A Bibliographical History & Collector's Price Guide to Arkham House, Bowling Green State University Popular Press, 1982. ISBN: 0-87972-220-7
- Selected Tales of Grim and Grue from the Horror Pulps, Bowling Green State University Popular Press, 1982. ISBN: 0-87972-392-0
- Sensuous Science Fiction From the Weird and Spicy Pulps, Bowling Green State University Popular Press, 1982. ISBN: 0-87972-306-8
- The Weirds, Starmont House Inc., 1987. ISBN: 0-930261-92-5
- The Arkham House Companion: Fifty Years of Arkham House, Starmont House Inc., 1989. ISBN: 1-55742-004-1. (Ediție revăzută a Horrors and Unpleasantries).

### Lucrare nepublicată
- Double Futures: An Annotated Bibliography of the Ace Science Fiction Doubles . Planificat pentru lansare de către Borgo Press în 1999 (i s-a atribuit ISBN: 1-55742-139-0 ), dar niciodată publicată.